# Baris (genre)
Pour les articles homonymes, voir Baris.
Genre
Baris est un genre d'insectes coléoptères de la famille des Curculionidae.

## Liste d'espèces
Selon Catalogue of Life (24 sept. 2013) :
- Baris abeillei
- Baris abrotani
- Baris abrupta
- Baris abruptelineata
- Baris absinthii
- Baris abyssinica
- Baris aciculaticollis
- Baris acutesculpta
- Baris adducta
- Baris admirabilis
- Baris adustula
- Baris aegypta
- Baris aenea
- Baris aeneipennis
- Baris aeneomicans
- Baris aeneopicea
- Baris aenescens
- Baris aerata
- Baris aerea
- Baris affabra
- Baris agnita
- Baris agricola
- Baris albiguttata
- Baris albocscutellata
- Baris albomaculata
- Baris albomarginata
- Baris alboparsa
- Baris albopicta
- Baris alboseriata
- Baris albosignata
- Baris alcaidei
- Baris alcyonea
- Baris algerica
- Baris algirica
- Baris alluaudi
- Baris alternans
- Baris alternata
- Baris amanda
- Baris amanicola
- Baris amaniensis
- Baris amaranthi
- Baris amazonica
- Baris ambigua
- Baris ambovobensis
- Baris ambovombensis
- Baris americana
- Baris amethistina
- Baris amica
- Baris amnicola
- Baris amoenula
- Baris amplicollis
- Baris analis
- Baris anaplata
- Baris ancilla
- Baris andalusica
- Baris angophorae
- Baris angusta
- Baris antennalis
- Baris anthracina
- Baris antiqua
- Baris anxia
- Baris aperta
- Baris apicinivea
- Baris appalachia
- Baris apposita
- Baris aprica
- Baris apricoides
- Baris araxicola
- Baris arctithorax
- Baris argentata
- Baris argenteopicta
- Baris argentinica
- Baris arizonica
- Baris armata
- Baris armeniaca
- Baris armipes
- Baris artemisiae
- Baris ashevillensis
- Baris aspera
- Baris assiniensis
- Baris atlasica
- Baris atlasicus
- Baris atra
- Baris atramentaria
- Baris atrata
- Baris atricolor
- Baris atriplicis
- Baris atrocoerulea
- Baris atronitens
- Baris atropolita
- Baris attonsa
- Baris auliensis
- Baris aurata
- Baris aurea
- Baris auricoma
- Baris aurifasciata
- Baris aurita
- Baris auritarsis
- Baris aurosignata
- Baris austiniana
- Baris australiae
- Baris australis
- Baris axillaris
- Baris azurea
- Baris babaulti
- Baris badia
- Baris balassogloi
- Baris balteata
- Baris bardus
- Baris basipennis
- Baris basirostris
- Baris beckeri
- Baris behanzini
- Baris bengaense
- Baris berthieri
- Baris bialbivittata
- Baris bicolor
- Baris bicuspis
- Baris bidens
- Baris bigibbosa
- Baris bigrammica
- Baris bigrammicus
- Baris bimaculata
- Baris bimaculibasis
- Baris binotata
- Baris bispiculata
- Baris bispilota
- Baris bivittatus
- Baris blanda
- Baris blatchleyi
- Baris bohemani
- Baris bosqi
- Baris boussoi
- Baris brachyrhina
- Baris brachyrrhina
- Baris brannani
- Baris brasiliense
- Baris brassicae
- Baris brevipennis
- Baris brevirostris
- Baris brevisetis
- Baris brevissima
- Baris brisouti
- Baris brunneipes
- Baris brunneopilosa
- Baris brunneopilosus
- Baris bryanti
- Baris buanensis
- Baris bueanense
- Baris caerulea
- Baris caerulescens
- Baris caffra
- Baris calaidis
- Baris caldaria
- Baris californica
- Baris caliginosa
- Baris callida
- Baris callosa
- Baris calva
- Baris canadensis
- Baris capreola
- Baris capreolus
- Baris carbonaria
- Baris carinipennis
- Baris cariniventris
- Baris carinulata
- Baris carneri
- Baris carnifex
- Baris carolinensis
- Baris caseyi
- Baris castaneicornis
- Baris catamarcaensis
- Baris cataphracta
- Baris catenulata
- Baris caucasica
- Baris caudalis
- Baris cauta
- Baris cavernosa
- Baris celtis
- Baris chalybaea
- Baris chalybea
- Baris championina
- Baris chapadana
- Baris chevrolati
- Baris chinensis
- Baris chloris
- Baris chlorizans
- Baris chlorodia
- Baris chloroptera
- Baris chrysis
- Baris ciliata
- Baris cinereus
- Baris circumdata
- Baris circumscutellata
- Baris cirsii
- Baris civilis
- Baris clandestina
- Baris coelestis
- Baris coerulescens
- Baris collarti
- Baris coloradensis
- Baris colorata
- Baris coltonensis
- Baris columbiana
- Baris complanatus
- Baris concinna
- Baris conferta
- Baris confinis
- Baris conicollis
- Baris consulta
- Baris convergens
- Baris convexicollis
- Baris coracina
- Baris cordiae
- Baris cordipennis
- Baris cordobaense
- Baris coreana
- Baris corinthia
- Baris corsicana
- Baris corusca
- Baris corvina
- Baris crassipes
- Baris crassirostris
- Baris crenata
- Baris crenatostriata
- Baris crenulita
- Baris cribellata
- Baris cribrifera
- Baris cruda
- Baris cruenta
- Baris cuneipennis
- Baris cuprea
- Baris cuprirostris
- Baris curvirostris
- Baris cyaneus
- Baris cylindra
- Baris dalmatina
- Baris davidi
- Baris decorata
- Baris decorsei
- Baris defecta
- Baris deflexa
- Baris deformis
- Baris demissa
- Baris denverensis
- Baris deplanata
- Baris despecta
- Baris despicata
- Baris dilatata
- Baris dimidiata
- Baris discipula
- Baris discolor
- Baris dispersesquamulata
- Baris dispilota
- Baris distinguenda
- Baris dodonis
- Baris dolosa
- Baris doriae
- Baris dorsalis
- Baris dufaui
- Baris durangoana
- Baris ebangaense
- Baris ebangaensis
- Baris ebenina
- Baris eburifera
- Baris edentata
- Baris edoughensis
- Baris ekonaense
- Baris ekonaensis
- Baris elephas
- Baris elevata
- Baris elliptica
- Baris erubescens
- Baris erysimi
- Baris erysimioides
- Baris erythropus
- Baris esuriens
- Baris esuriensis
- Baris euryophora
- Baris eurysterna
- Baris exarata
- Baris excellens
- Baris exigua
- Baris fallaciosa
- Baris fallax
- Baris ferruginea
- Baris fervida
- Baris festiva
- Baris fimbriata
- Baris flaccida
- Baris flavipes
- Baris flaviventris
- Baris flavofasciata
- Baris flavomaculata
- Baris flavosignata
- Baris flexuosa
- Baris floridensis
- Baris fluctuosa
- Baris formalis
- Baris foveata
- Baris fracta
- Baris fratuelis
- Baris freyi
- Baris fucata
- Baris fulgida
- Baris fultoni
- Baris fulvicornis
- Baris fulvipes
- Baris fulvoapicata
- Baris fusciventris
- Baris futilis
- Baris gagates
- Baris gagatina
- Baris gallica
- Baris gandaense
- Baris gandaensis
- Baris genitiva
- Baris gibbicollis
- Baris gibbirostris
- Baris gimmerthali
- Baris glabra
- Baris glabrata
- Baris glyptobaroides
- Baris gradata
- Baris graminis
- Baris grandicollis
- Baris granulipennis
- Baris gravida
- Baris griseopubens
- Baris gudenusi
- Baris gyrosicollis
- Baris helleri
- Baris herifuga
- Baris heterodoxa
- Baris heterorhynchus
- Baris heydeni
- Baris himalayana
- Baris hispidula
- Baris hochhuthi
- Baris holdereri
- Baris holosericea
- Baris hovana
- Baris hovanus
- Baris humeralis
- Baris humerosa
- Baris hyperion
- Baris ibis
- Baris ignifera
- Baris immaculatipennis
- Baris immunis
- Baris implana
- Baris impolita
- Baris impressifrons
- Baris impressipennis
- Baris impunctata
- Baris impunctatus
- Baris inanis
- Baris inconspicua
- Baris inculta
- Baris indigna
- Baris infima
- Baris ingens
- Baris inopina
- Baris inops
- Baris inornata
- Baris instans
- Baris insularis
- Baris intacta
- Baris intercalaris
- Baris intermedia
- Baris interpunctata
- Baris interrupta
- Baris interruptofasciata
- Baris interstitialis
- Baris inusita
- Baris irregularis
- Baris irrita
- Baris irrorata
- Baris janthina
- Baris jocosa
- Baris joffrei
- Baris jonica
- Baris kakoensis
- Baris kapirensis
- Baris kaufmanni
- Baris kenyae
- Baris kiesenwetteri
- Baris kijabensis
- Baris kirschi
- Baris kivuensis
- Baris korbi
- Baris kuvanguense
- Baris kuvanguensis
- Baris lacteomaculata
- Baris laeta
- Baris laevissima
- Baris laevistriata
- Baris landgrebei
- Baris lanosella
- Baris laodiophila
- Baris lata
- Baris lateralis
- Baris latevittata
- Baris laticollis
- Baris lavacana
- Baris laxicollis
- Baris leai
- Baris lebedevi
- Baris lebedewi
- Baris lembaensis
- Baris lengi
- Baris lepidii
- Baris lethierryi
- Baris leucospila
- Baris libanicola
- Baris licens
- Baris lignarius
- Baris limbata
- Baris limnobaroides
- Baris linearis
- Baris lineolata
- Baris lineolatus
- Baris liosoma
- Baris litigiosa
- Baris littera
- Baris lividipes
- Baris longicollidis
- Baris longicollis
- Baris longula
- Baris longulicollis
- Baris lorata
- Baris lubrica
- Baris lucens
- Baris lucida
- Baris luczoti
- Baris lundaense
- Baris lundaensis
- Baris macra
- Baris macraspis
- Baris maculata
- Baris magister
- Baris malachitica
- Baris managuensis
- Baris marginicollis
- Baris maritima
- Baris marshalli
- Baris massaica
- Baris matrona
- Baris mauritanica
- Baris maynei
- Baris mecinoides
- Baris megalops
- Baris melaena
- Baris melanaria
- Baris melancholica
- Baris melanocephala
- Baris melanochroa
- Baris melanostetha
- Baris melillaensis
- Baris memnonia
- Baris mendozensis
- Baris menthae
- Baris meraca
- Baris mesosternalis
- Baris metallescens
- Baris metallica
- Baris metasternalis
- Baris micans
- Baris micronyx
- Baris microscopica
- Baris migrator
- Baris miniata
- Baris minima
- Baris minuens
- Baris mobilensis
- Baris modesta
- Baris modica
- Baris modicella
- Baris modicilla
- Baris mogadorica
- Baris mollandini
- Baris monardae
- Baris monbaensis
- Baris monobia
- Baris monstrosa
- Baris montanica
- Baris monticola
- Baris morenoi
- Baris morio
- Baris multimaculata
- Baris multivaga
- Baris mutica
- Baris naivashensis
- Baris nana
- Baris neelgheriensis
- Baris nemicasa
- Baris nemorhina
- Baris nephiana
- Baris neptis
- Baris nesapia
- Baris nevadica
- Baris nevadicus
- Baris nicaraguensis
- Baris nigella
- Baris nigra
- Baris nigrina
- Baris nigrita
- Baris nigritarsis
- Baris nigrocephala
- Baris nipponica
- Baris nitens
- Baris nitida
- Baris nitidula
- Baris nitidus
- Baris nivalis
- Baris niveonotata
- Baris nobilis
- Baris nodipennis
- Baris notata
- Baris novaki
- Baris novella
- Baris novemmaculata
- Baris obcrucis
- Baris oblata
- Baris obliviosa
- Baris oblonga
- Baris oblongula
- Baris obscura
- Baris obscuripes
- Baris obsequens
- Baris obumbrata
- Baris occidentalis
- Baris occidua
- Baris ocellata
- Baris ochivora
- Baris ochraceomaculata
- Baris ochsi
- Baris olfersi
- Baris olfersii
- Baris opaca
- Baris opacula
- Baris opica
- Baris opiparis
- Baris orientalis
- Baris ornata
- Baris oviculata
- Baris paleophilus
- Baris pallidicornis
- Baris palmensis
- Baris parallela
- Baris parapleura
- Baris parellina
- Baris parumpunctata
- Baris parvidentipes
- Baris parvula
- Baris pedemontana
- Baris penicillata
- Baris peninsulae
- Baris peramoena
- Baris perdura
- Baris perlucida
- Baris perparvula
- Baris perrieri
- Baris persimilis
- Baris persola
- Baris pertusa
- Baris pertusicollis
- Baris peruensis
- Baris phlegmatica
- Baris phlomidis
- Baris picea
- Baris piceus
- Baris picicornis
- Baris picina
- Baris picipes
- Baris picirostris
- Baris picitarsis
- Baris picta
- Baris picturata
- Baris pilistriata
- Baris pilistriatus
- Baris pilitarsis
- Baris pilosa
- Baris planetes
- Baris planifera
- Baris plantarum
- Baris polita
- Baris polychromus
- Baris porosa
- Baris porosicollis
- Baris porosterna
- Baris portulacae
- Baris praeambula
- Baris praemorsa
- Baris prasina
- Baris prasinella
- Baris probata
- Baris prodita
- Baris profuga
- Baris propinqua
- Baris pruinina
- Baris pruininus
- Baris pruinosa
- Baris pruni
- Baris pubescens
- Baris pulchella
- Baris pullus
- Baris pumila
- Baris punctata
- Baris punctatissima
- Baris puncticollis
- Baris punctimedia
- Baris punctirostris
- Baris punctivaria
- Baris punctiventris
- Baris pupilla
- Baris purpurascens
- Baris purpurea
- Baris pusiola
- Baris pygidialis
- Baris pyrenaica
- Baris pyritosa
- Baris pyritosus
- Baris quadrata
- Baris quadraticollis
- Baris quadratipennis
- Baris quadriguttata
- Baris quadrillum
- Baris quadrimaculata
- Baris quadrinotata
- Baris quadrinotula
- Baris quadrisignata
- Baris quadrivittata
- Baris quinquemaculata
- Baris rectirostris
- Baris reflexa
- Baris regularis
- Baris reini
- Baris relicta
- Baris renardi
- Baris repetita
- Baris reptis
- Baris resedae
- Baris retrusa
- Baris rhina
- Baris rhomboidalis
- Baris richei
- Baris riftensis
- Baris rostrina
- Baris rotroui
- Baris rotundicollis
- Baris rubens
- Baris rubetra
- Baris rubicundula
- Baris rubiginosa
- Baris rubricata
- Baris rubricatus
- Baris rubricollis
- Baris rubripes
- Baris rubrithorax
- Baris rudis
- Baris rufa
- Baris rufescens
- Baris ruficollis
- Baris rufipennis
- Baris rufitarsis
- Baris rufoapicata
- Baris rufula
- Baris rugosa
- Baris rugosissima
- Baris rugulipennis
- Baris rustica
- Baris rusticula
- Baris ruteri
- Baris saba
- Baris saccharivora
- Baris saeva
- Baris santafea
- Baris sareptana
- Baris satelles
- Baris satellus
- Baris schoutedeni
- Baris schwarzenbergi
- Baris scintillans
- Baris scissa
- Baris scolopacea
- Baris scotina
- Baris scrobicollis
- Baris sculptilis
- Baris sculptiventris
- Baris sculpturata
- Baris scutellata
- Baris scutellum-album
- Baris sedula
- Baris sejuncta
- Baris sellata
- Baris semicylindrica
- Baris seminola
- Baris semiopaca
- Baris semipunctata
- Baris semirubra
- Baris semistriata
- Baris senegalensis
- Baris senilis
- Baris separata
- Baris septemguttata
- Baris serbica
- Baris seriatosetosa
- Baris seriepunctata
- Baris serraticollis
- Baris setosella
- Baris sexcarinata
- Baris seychellensis
- Baris sibirica
- Baris sicardi
- Baris siciliensis
- Baris sicula
- Baris signata
- Baris signatula
- Baris silacea
- Baris simplicipennis
- Baris sinapis
- Baris singularis
- Baris sinuatipennis
- Baris sionilli
- Baris smaragdina
- Baris socialis
- Baris soluta
- Baris soricina
- Baris sororia
- Baris spadicedoidea
- Baris spadiceus
- Baris sparsa
- Baris speciosa
- Baris speculifera
- Baris spissirostris
- Baris spitzyi
- Baris splendens
- Baris spoliata
- Baris squamifera
- Baris squamiger
- Baris squamipes
- Baris squamosa
- Baris squamulata
- Baris squamulosa
- Baris squarrosa
- Baris steppensis
- Baris stictoptera
- Baris stierlini
- Baris strenua
- Baris striata
- Baris striaticollis
- Baris striatopunctata
- Baris stricticollis
- Baris striolata
- Baris stygia
- Baris subaenea
- Baris subanalis
- Baris subcylindrica
- Baris subexilis
- Baris subferruginea
- Baris sublaminata
- Baris submonticola
- Baris subnitida
- Baris subopaca
- Baris subovalis
- Baris subparilis
- Baris subrubra
- Baris subsignata
- Baris subsimilis
- Baris subtarsalis
- Baris subtilina
- Baris subtropica
- Baris subulata
- Baris suffriani
- Baris sulcata
- Baris sulcicollis
- Baris sulcipennis
- Baris suradense
- Baris surodense
- Baris surrufa
- Baris suturata
- Baris suvorovi
- Baris syriaca
- Baris t-album
- Baris tabaci
- Baris tainanica
- Baris talpa
- Baris tchadensis
- Baris tecta
- Baris tectus
- Baris teheranicus
- Baris tenuicornis
- Baris tenuipes
- Baris tenuis
- Baris tenuistriata
- Baris tenuistriatipennis
- Baris tenuistriga
- Baris teruelensis
- Baris tetra
- Baris texana
- Baris texanus
- Baris thoracica
- Baris tigrina
- Baris timida
- Baris tinantae
- Baris tombacina
- Baris torquata
- Baris tortilis
- Baris traegardhi
- Baris trajecta
- Baris transversa
- Baris transversicollis
- Baris trapezicollis
- Baris trichocnemus
- Baris trinodata
- Baris triplagiata
- Baris truncorum
- Baris tuckeri
- Baris tumescens
- Baris turcica
- Baris uelensis
- Baris uinta
- Baris umbilicata
- Baris unca
- Baris uncinata
- Baris usambarica
- Baris utibilis
- Baris v-signum
- Baris vadoni
- Baris vagans
- Baris vecors
- Baris versicolor
- Baris vespertina
- Baris vestita
- Baris vianai
- Baris vicaria
- Baris vicina
- Baris viduata
- Baris vigilans
- Baris villae
- Baris violacea
- Baris violaceoamethystina
- Baris violaceomicans
- Baris virens
- Baris virescens
- Baris virgatoides
- Baris virginica
- Baris viridana
- Baris viridipennis
- Baris viridis
- Baris viridisericea
- Baris viridissima
- Baris viridus
- Baris vitiensis
- Baris vitreola
- Baris vivax
- Baris vulnerata
- Baris wahlbergi
- Baris x-album
- Baris x-littera
- Baris x-signum
- Baris xanthii
- Baris yunnanica
- Baris yvonae
- Baris zapotensis
- Baris zuniana

Selon ITIS (24 sept. 2013) :
- Baris abrupta Casey, 1892
- Baris aeneomicans Casey, 1892
- Baris aerea (Boheman, 1844)
- Baris amnicola Casey, 1920
- Baris ancilla Casey, 1892
- Baris aperta Casey, 1892
- Baris arizonica Casey, 1892
- Baris ashevillensis Casey, 1920
- Baris blatchleyi Hustache, 1938
- Baris brunneipes Casey, 1892
- Baris callida Casey, 1892
- Baris canadensis Blatchley, 1916
- Baris carolinensis Casey, 1920
- Baris caudalis Casey, 1920
- Baris cauta Casey, 1920
- Baris cirsii Gilbert, 1964
- Baris columbiana Casey, 1920
- Baris confinis (LeConte, 1868)
- Baris cruda Casey, 1920
- Baris deformis Casey, 1892
- Baris denverensis Casey, 1920
- Baris dilatata Casey, 1892
- Baris discipula Casey, 1892
- Baris esuriens Casey, 1920
- Baris exigua Casey, 1892
- Baris floridensis Casey, 1892
- Baris fracta Casey, 1920
- Baris futilis Casey, 1892
- Baris genitiva Casey, 1920
- Baris gravida Casey, 1892
- Baris heterodoxa Fall, 1901
- Baris hispidula Casey, 1892
- Baris humerosa Casey, 1920
- Baris hyperion Casey, 1892
- Baris inconspicua Casey, 1892
- Baris ingens Casey, 1892
- Baris intacta Casey, 1920
- Baris interstitialis (Say, 1824)
- Baris irregularis Casey, 1920
- Baris lanosella Casey, 1920
- Baris lengi Hustache, 1938
- Baris lepidii Germar, 1824
- Baris macra (LeConte, 1857)
- Baris meraca Casey, 1920
- Baris metasternalis Casey, 1920
- Baris minuens Casey, 1920
- Baris mobilensis Casey, 1920
- Baris modicella Casey, 1920
- Baris monardae Pierce, 1907
- Baris monticola Fall, 1901
- Baris neptis Casey, 1920
- Baris nevadica Fall, 1913
- Baris nitida LeConte, 1876
- Baris novella Casey, 1920
- Baris obsequens Casey, 1920
- Baris opacula Casey, 1892
- Baris oviculata Casey, 1920
- Baris palmensis Blatchley, 1928
- Baris persola Casey, 1920
- Baris porosicollis Casey, 1892
- Baris probata Casey, 1920
- Baris pruinina Fall, 1913
- Baris punctiventris Casey, 1892
- Baris pupilla Casey, 1920
- Baris rostrina Casey, 1920
- Baris rubripes Casey, 1892
- Baris rusticula Casey, 1920
- Baris scintillans Casey, 1892
- Baris sculptiventris Casey, 1920
- Baris sejuncta Casey, 1920
- Baris seminola Blatchley, 1928
- Baris socialis Casey, 1892
- Baris soluta Casey, 1892
- Baris sparsa (LeConte, 1868)
- Baris splendens Casey, 1892
- Baris stacesmithi Sleeper, 1955
- Baris strenua (LeConte, 1868)
- Baris striata (Say, 1831)
- Baris subexilis Casey, 1920
- Baris subovalis (LeConte, 1868)
- Baris subsimilis Casey, 1892
- Baris subtropica Casey, 1920
- Baris tecta Fall, 1913
- Baris tenuestriata Casey, 1892
- Baris texana Fall, 1913
- Baris transversa (Say, 1831)
- Baris tuckeri Casey, 1920
- Baris umbilicata (LeConte, 1858)
- Baris vespertina Casey, 1892
- Baris virginica Casey, 1920
- Baris vitreola Casey, 1892
- Baris xanthii Pierce, 1907

Selon NCBI (24 sept. 2013) :
- Baris artemisiae
- Baris cuprirostris